# Bouaké flygplats
Bouaké flygplats är en flygplats vid staden Bouaké i Elfenbenskusten. Den ligger i den centrala delen av landet, 100 km norr om huvudstaden Yamoussoukro. Bouaké flygplats ligger 375 meter över havet. IATA-koden är BYK och ICAO-koden DIBK. Flygplatsen, som har reguljära inrikesflyg, hade 530 starter och landningar med totalt 9 678 passagerare och 1,9 ton frakt 2021.